# Vittefleur
Vittefleur ist eine französische Gemeinde im Département Seine-Maritime in der Region Normandie (vor 2016 Haute-Normandie). Sie hat 661 Einwohner (Stand 1. Januar 2022) und gehört zum Kanton Saint-Valery-en-Caux (bis 2015 Cany-Barville) und zum Arrondissement Dieppe.

## Geografie
Vittefleur liegt etwa 65 Kilometer nordöstlich von Le Havre und etwa sechs Kilometer südlich der Alabasterküste. Umgeben wird Vittefleur von den Nachbargemeinden Paluel im Norden, Saint-Riquier-ès-Plains im Osten, Ocqueville im Südosten, Cany-Barville im Süden, Clasville im Süden und Südwesten, Canouville im Westen sowie Malleville-les-Grès im Nordwesten.

## Bevölkerungsentwicklung
| Jahr                      | 1962 | 1968 | 1975 | 1982 | 1990 | 1999 | 2006 | 2013 |
| Einwohner                 | 685  | 651  | 638  | 736  | 678  | 641  | 623  | 628  |
| Quelle: Cassini und INSEE |      |      |      |      |      |      |      |      |

## Sehenswürdigkeiten

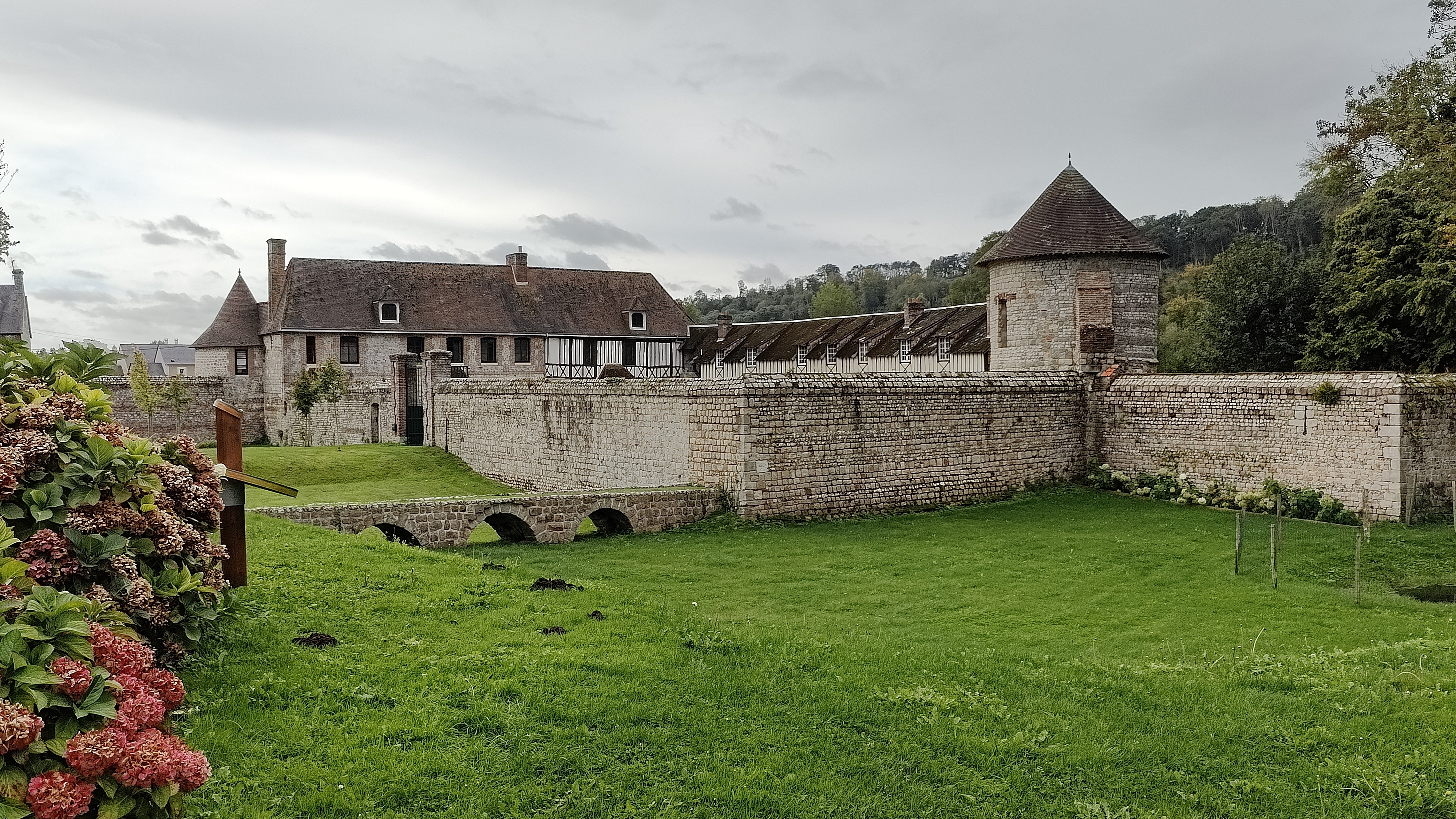
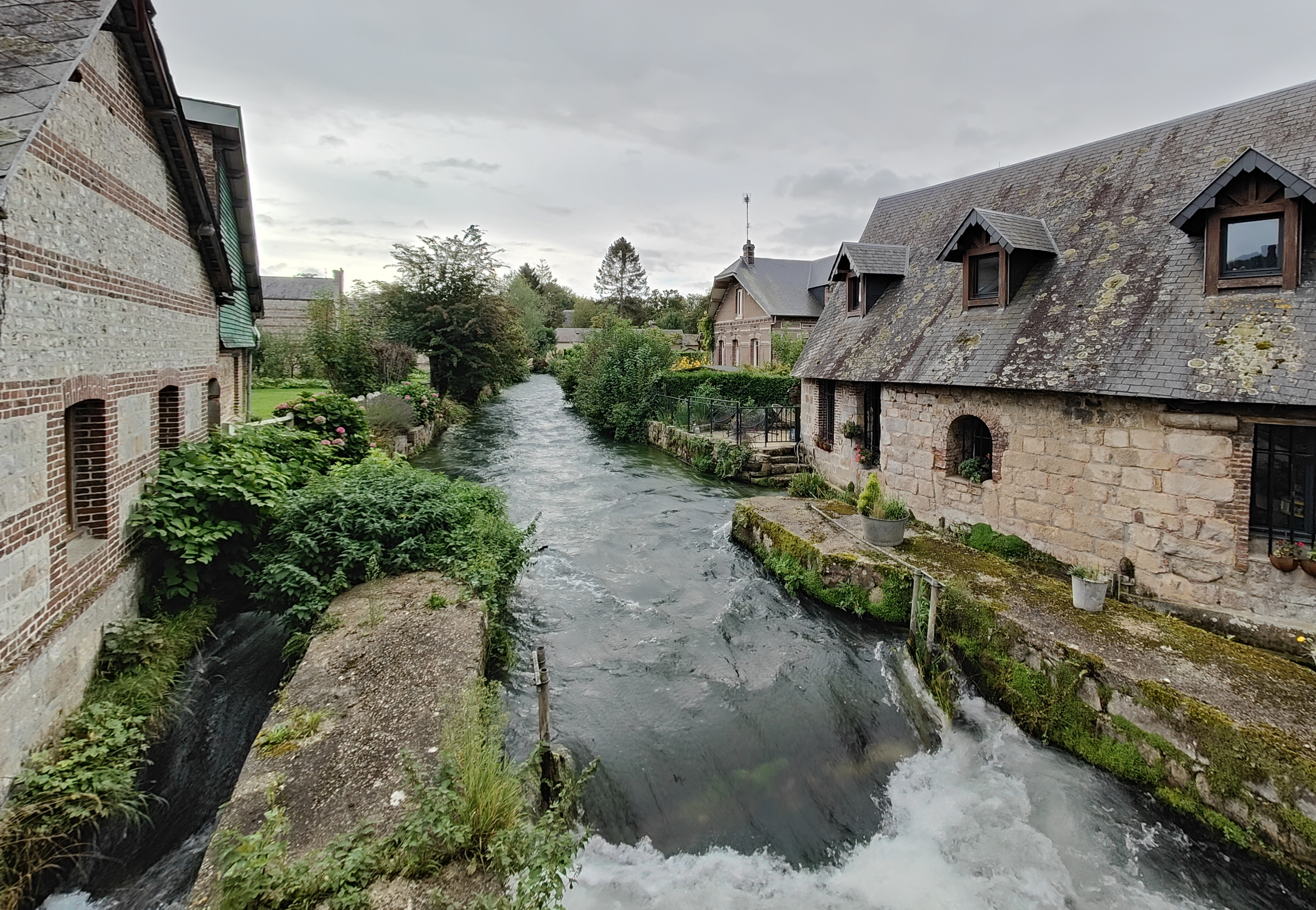
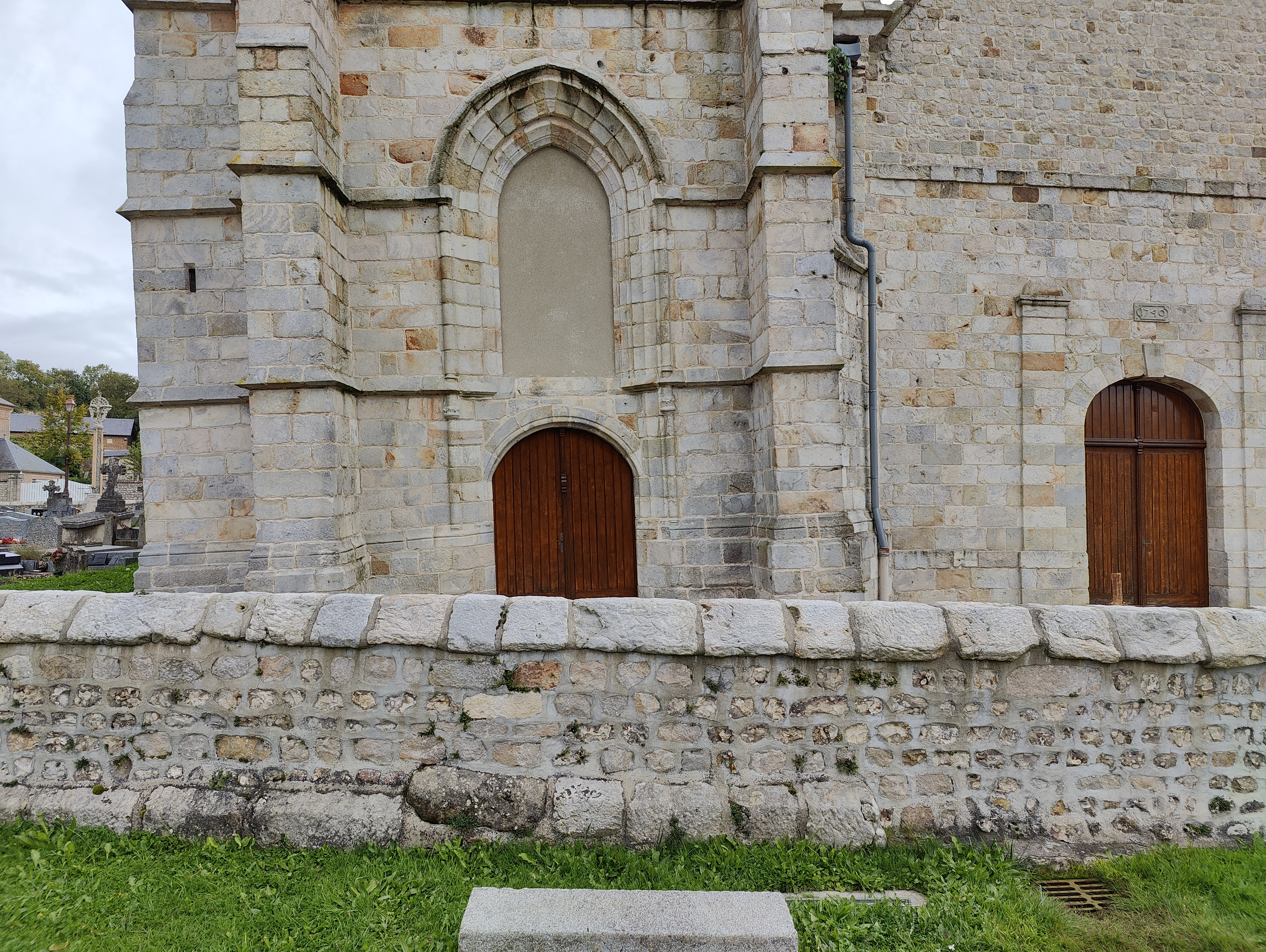

- Kirche Saint-Pierre-et-Saint-Paul
- Kirche Saint-Pierre in Crosville
- Herrenhaus La Motte